# Ракетний удар по торговому центрі «Retroville» у Києві
20 березня 2022 року збройні сили РФ завдали ракетного удару по торговому центру «Retroville», розташованому у Києві, внаслідок чого загинуло щонайменше вісім людей.
23 березня відбувся мінометний обстріл Ретровілю, внаслідок якого загинули кореспондентка «The Insider» Оксана Бауліна, яка оглядала руйнування, та випадковий перехожий.

## Передумови
24 лютого 2022 року Збройні сили РФ вторглися в Україну включно з Київською областю, куди увійшли з території Білорусі. Наступного дня почався бій у місті.
Торговий центр «Retroville» мав розміри 120 334 кубометри, площу 86 000 м2 і містив понад 250 магазинів. Будівництво торгового центру було завершено в травні 2020 року. Ним керує литовська інвестиційна компанія BT Invest.

## Бомбардування 20 березня
Ввечері 20 березня 2022 року збройні сили РФ розбомбили «Retroville».
Повідомлення про пожежу в торговому центрі надійшло до ДСНС о 22:48.
Була зруйнована значна частина торгового центра, а також прилеглі автомобілі, фітнес-клуб Sport Life та бізнес-центр. Мер Києва Віталій Кличко заявив, що сильно пошкоджені й сусідні будинки, і щонайменше вісім людей загинули.
Штаб-квартира мережі супермаркетів Novus, розташована в бізнес-центрі, була «майже повністю знищена». Постраждав і їхній флагманський супермаркет, розташований у торговому центрі: в ньому, зокрема, обвалилася стеля.
Міністерство оборони Росії заявило, що завдало удару, оскільки торговий центр нібито використовувався Збройними силами України для зберігання боєприпасів та перезарядки реактивних систем залпового вогню БМ-21 «Град».
На наступний день після бомбардування українські спецслужби затримали чоловіка, який, за їхніми словами, наприкінці лютого виклав у TikTok відео з українською військовою технікою, припаркованою біля торгового центру, і попередила українців не публікувати інформацію про пересування українських військових.

### Загиблі
1. Бурбітько Роман Станіславович, народився 1 травня 1993 (28 років, член ДФТГ м. Києва «Мрія», позивний «Атлет»)
2. Козубенко Антон Васильович, народився 23 листопада 1994 (27 років, член ДФТГ м. Києва «Мрія», позивний «Сірко»)
3. Куклєв Єгор Михайлович (23 роки, член ДФТГ м. Києва «Мрія», позивний «Тигр»)[17]
4. Малюк Богдан Русланович, народився 31 травня 2001 (20 років, член ДФТГ м. Києва «Мрія», позивний «Малюк»)
5. Рачінський Денис Русланович, народився 17 серпня 1998 (23 роки, член ДФТГ м. Києва «Мрія», позивний «Сталкер»)

## Мінометний обстріл 23 березня
Через три дні, 23 березня, відбувся мінометний обстріл Ретровілю, внаслідок якого загинула російська журналістка з команди  Олексія Навального, кореспондентка видання «The Insider» Оксана Бауліна, яка знімала руйнування після ракетного обстрілу та вибуху. З нею загинув випадковий перехожий. Також були поранені і госпіталізовані двоє людей, які її супроводжували.